# Bình Sơn, Ninh Bình
	Bình Sơn		là một xã thuộc tỉnh Ninh Bình, Việt Nam.

## Địa lý
Trụ sở xã nằm cách phường Hoa Lư - trung tâm tỉnh lỵ Ninh Bình 25 km về phía Bắc, có vị trí địa lý:
- Phía tây giáp xã Thanh Bình.
- Phía tây nam giáp xã Tân Minh.
- Phía đông giáp xã Minh Tân.
- Phía bắc giáp xã Bình An và xã Bình Mỹ.

Xã Bình Sơn	có diện tích:	28,06	km², 	dân số:	32.475	người, mật độ dân số: 	1157	người/km². 	
Đây là đơn vị có diện tích xếp thứ:	55	, số dân xếp thứ: 	56	và mật độ dân số xếp thứ: 	64	trong số 129 xã, phường ở Ninh Bình.  
Xã này nằm trên Quốc lộ 37B.

## Lịch sử
Theo Nghị quyết số 1674/NQ-UBTVQH15 ngày 16/6/2025 về sắp xếp các đơn vị hành chính cấp xã của tỉnh Ninh Bình năm 2025, sắp xếp các xã Tiêu Động, An Lão và An Đổ thành xã mới có tên gọi là xã Bình Sơn.
1. 1 2 3 4 5  Nghị quyết của Quốc hội về sắp xếp các đơn vị hành chính cấp xã của tỉnh Ninh Bình năm 2025